# Croix sainte de Mayence
La Croix sainte de Mayence est un crucifix en bois de style gothique, qui est vénéré à Mayence comme image miraculeuse.

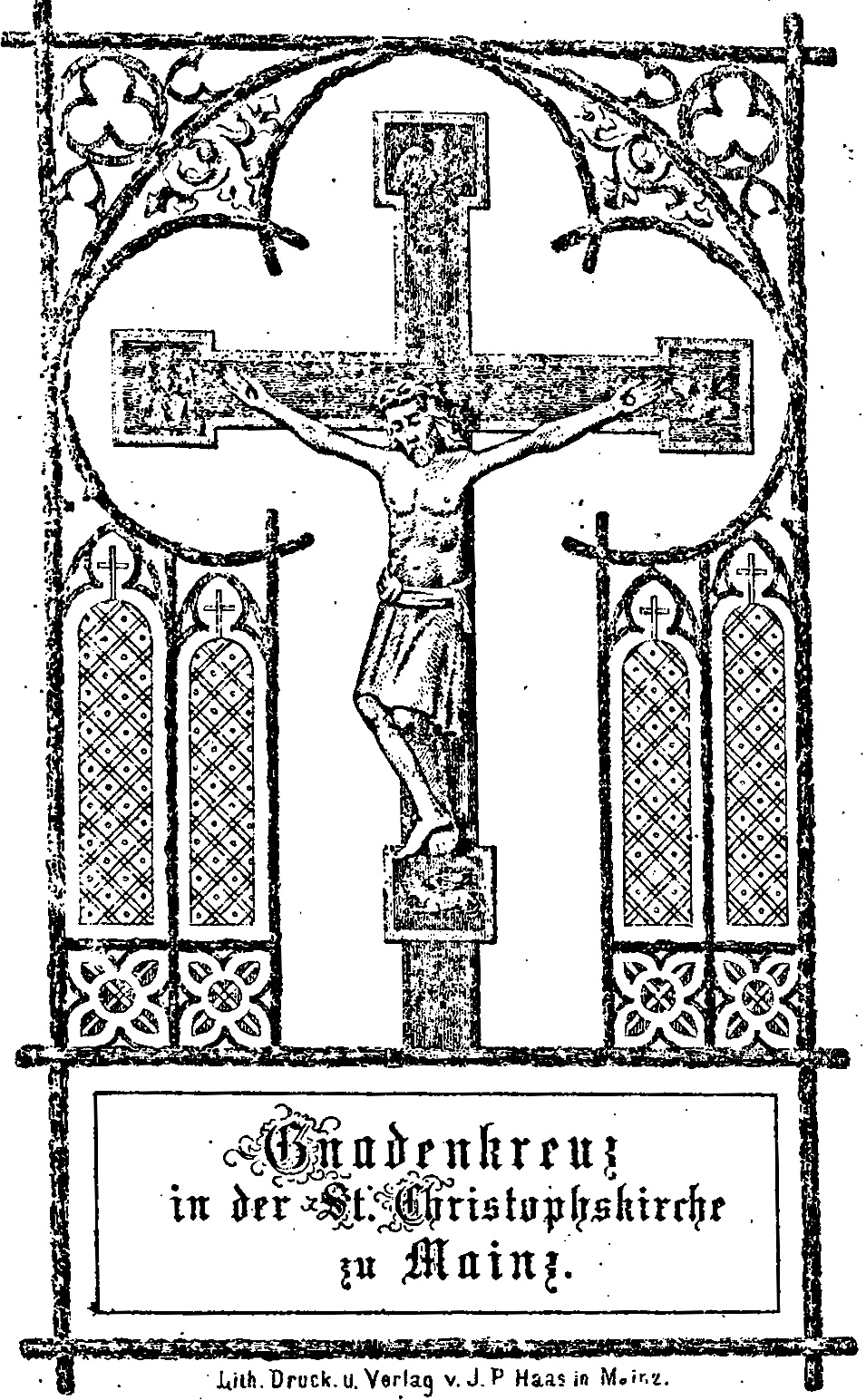
La Sainte-Croix (Gnadenkreuz) de Mayence, esquisse de 1868

## Histoire

### Origines
Dans les traditions du diocèse de Mayence est mentionné qu'en 1383, un certain Schelkropf, ayant trop bu, avait aussi perdu beaucoup d'argent au jeu à l'auberge Zur Blume dans un bourg de la banlieue de Mayence, Vilzbach (Mainz) (de). Passant dans une église dédiée à la Vierge Marie, entre Mayence et Hechtsheim (Sainte-Marie en Champs), il laisse libre cours à sa colère du fait de l'argent perdu, et frappe de son épée le crucifix accroché là, tranchant même la tête du Christ. La tradition rapporte que le corps du crucifié se serait mis à saigner, ce qui mit le délinquant dans une telle terreur que les passants purent se saisir de lui et le livrer aux autorités. La croix fut réparée et considérée depuis comme image miraculeuse, ce qui fut l'origine d'un pèlerinage, au point que le nom de l'église devint même Sainte-Croix (Kreuzkirche ou Heilige Kreuz).
Cependant, l'archevêque Pierre d'Aspelt (1306-1320) avait fait embellir cette même église de Sainte-Marie en Champs un demi-siècle auparavant, et dans les actes de cette époque, on la nomme aussi bien église Sainte-Marie que collégiale Sainte-Croix : du coup, la datation de l'origine de la dévotion et du pèlerinage à la Sainte-Croix est remise en question ; une autre hypothèse sur l'origine du pèlerinage renvoie à une légende sur une croix en lien avec le Rhin  ; le crucifix ne remonte cependant pas au-delà du début du xive siècle, alors que le lieu de la chapelle mariale remonte au moins au xiie siècle, sinon au viiie siècle.

### Témoignages duXVIesiècle
D'octobre 1542 à avril 1543, saint Pierre Favre prêche à Mayence et mentionne la Croix miraculeuse locale plusieurs fois dans son journal spirituel intitulé Mémorial.
En 1552 les troupes du margrave Albert II Alcibiade de Brandebourg-Kulmbach incendient la collégiale au cours de Seconde guerre des Margraves. Les chanoines s'étaient enfuis avec la Croix sainte, d'abord dans l'église Saint-Ignace, puis ils avaient trouvé refuge jusqu'en 1573 dans l'église du Saint-Esprit sur la Rheinstraße, avant de réintégrer la collégiale enfin restaurée.

### AuxXVIIeetXVIIIesiècles
Pendant la guerre de Trente Ans, au cours de l'occupation suédoise de Mayence (1631-1636), le crucifix est conservé dans l'église Saint-Christophe. C'est par une procession solennelle qu'il est ramené en la collégiale Sainte-Croix le 25 mars 1636 : l'évêque auxiliaire de Mayence Ambroise Seibaeus (de) portait l'image miraculeuse, accompagné de deux abbés et des partisans de l'archevêque prince-électeur Anselm Casimir Wambolt von Umstadt, jusque-là empêché par les Suédois de résider en sa ville épiscopale. En 1643 de nouveau, à cause de l'approche des Français, on abrite l'image miraculeuse à Saint-Christophe, et elle ne revient en place qu'en 1650. La même chose se produit en 1668 et encore en 1734-1737. 
Comme dévot notable de la Croix sainte, on signale le prince-électeur archevêque Lothar Franz von Schönborn (1655-1729). 
En 1768 se fonde une confrérie de la Croix de Mayence (Kreuzbruderschaft), à laquelle plus tard le pape Pie IX accordera des indulgences (1856). Cette confrérie fait éditer un livret commémoratif (1868). 
En 1792, la Croix est de nouveau déplacée à Saint-Christophe pour la protéger des révolutionnaires français. Le 10 juin 1793, la collégiale Sainte-Croix brûle pour ne plus jamais être reconstruite. Du coup le crucifix est resté dans l'église Saint-Christophe : il y était vénéré, au début sur le maître-autel, puis sur un autel propre, ce qui permettait aux pèlerins de s'en approcher.

### AuxXXeetXXIesiècles
Durant la Seconde Guerre mondiale, lors du bombardement des 12 et 13 août 1942, l'église Saint-Christophe a brûlé, et est restée depuis en ruines ; la Croix sainte a été conservée au séminaire de Mayence.
Aujourd'hui (2015) cette image miraculeuse est honorée dans la chapelle Saint-François du Séminaire, qui sert aux Sœurs enseignantes de Saint-François. Le 5 février 2014, l'archevêque Karl Lehmann a consacré l'autel de la chapelle rénovée.
On peut reconnaître comme traces de la dévotion à la Croix sainte de Mayence les toponymes : Heiligkreuzweg (près de l'emplacement de l'ancienne collégiale), ou encore la rue Am Fort Heiligkreuz. Dans les ruines de l'église Saint-Christophe, une plaque rappelle la mémoire de la Vénération de la Croix-Sainte.

## Description
Ce crucifix en bois de style gothique du début du xive siècle, est orné aux quatre extrémités des symboles des Évangélistes. Le corps du crucifié mesure 30 cm : la tête, couronnée d'épines, est inclinée sur la poitrine, les yeux fermés, et le visage est très expressif. L'ensemble, croix et corps, est recouvert d'une toile, puis de calcaire et de peinte : cette toile a sans doute été rajoutée pour consolider l'ensemble en raison des dommages.

## Source de la traduction
- (de) Cet article est partiellement ou en totalité issu de l’article de Wikipédia en allemand intitulé « Gnadenkreuz (Mainz) » (voir la liste des auteurs).